# Powiat Tabor
Powiat Tabor (czes. Okres Tábor) – powiat w Czechach, w kraju południowoczeskim.
Jego siedziba znajduje się w mieście Tabor. Powierzchnia powiatu wynosi 1327,18 km², zamieszkuje go 102 388 osób (gęstość zaludnienia wynosi 77,16 mieszkańców na 1 km²). Powiat ten liczy 111 miejscowości, w tym 8 miast.
Od 1 stycznia 2003 powiaty nie są już jednostką podziału administracyjnego Czech. Podział na powiaty zachowały jednak sądy, policja i niektóre inne urzędy państwowe. Został on również zachowany dla celów statystycznych.

## Struktura powierzchni
Według danych z 31 grudnia 2003 powiat ma obszar 1327,18 km², w tym:
- użytki rolne – 59,34%, w tym 74,52% gruntów ornych
- inne – 40,66%, w tym 71,86% lasów
- liczba gospodarstw rolnych: 1037

## Demografia
Dane z 31 grudnia 2003:
| Opis        | Ogółem  | Kobiety       | Mężczyźni     |
| ----------- | ------- | ------------- | ------------- |
| populacja   | 102 388 | 52 201 50,98% | 50 187 49,02% |
| średni wiek | 39,5    | 41,29         | 38,50         |

- gęstość zaludnienia: 77,16 mieszk./km²
- 69,64% ludności powiatu mieszka w miastach.

## Zatrudnienie
| Mieszkańcy ze stałym zatrudnieniem | 25 850       |
| Średnia pensja miesięczna          | 14 368 koron |
| Bezrobotni                         | 3372         |
| Stopa bezrobocia                   | 6,39%        |

## Szkolnictwo
W powiecie Tabor działają:
| Rodzaj szkoły                   | Liczba szkół |
| ------------------------------- | ------------ |
| Przedszkola                     | 43           |
| Szkoły podstawowe               | 43           |
| Gimnazja                        | 3            |
| Szkoły średnie techniczne       | 12           |
| Szkoły średnie ogólnokształcące | 8            |
| Szkoły wyższe                   | 2            |

## Służba zdrowia
| Lekarze                               | 340 |
| Szpitale                              | 2   |
| Specjalistyczne ośrodki terapeutyczne | 1   |
| Gabinety dentystyczne                 | 61  |
| Apteki                                | 20  |